# Kasteel van Mheer

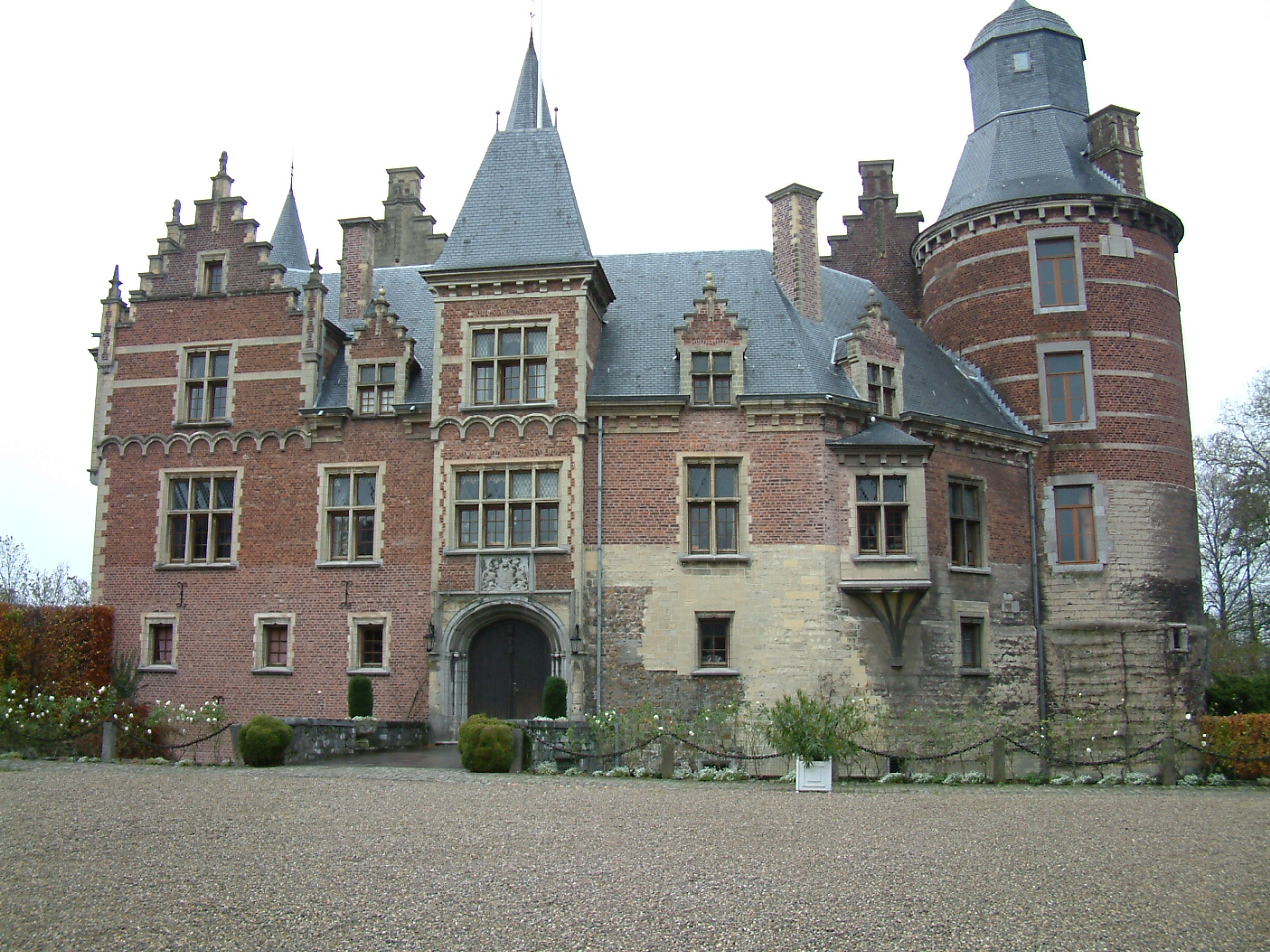
Kasteel Mheer, hoofdhuis

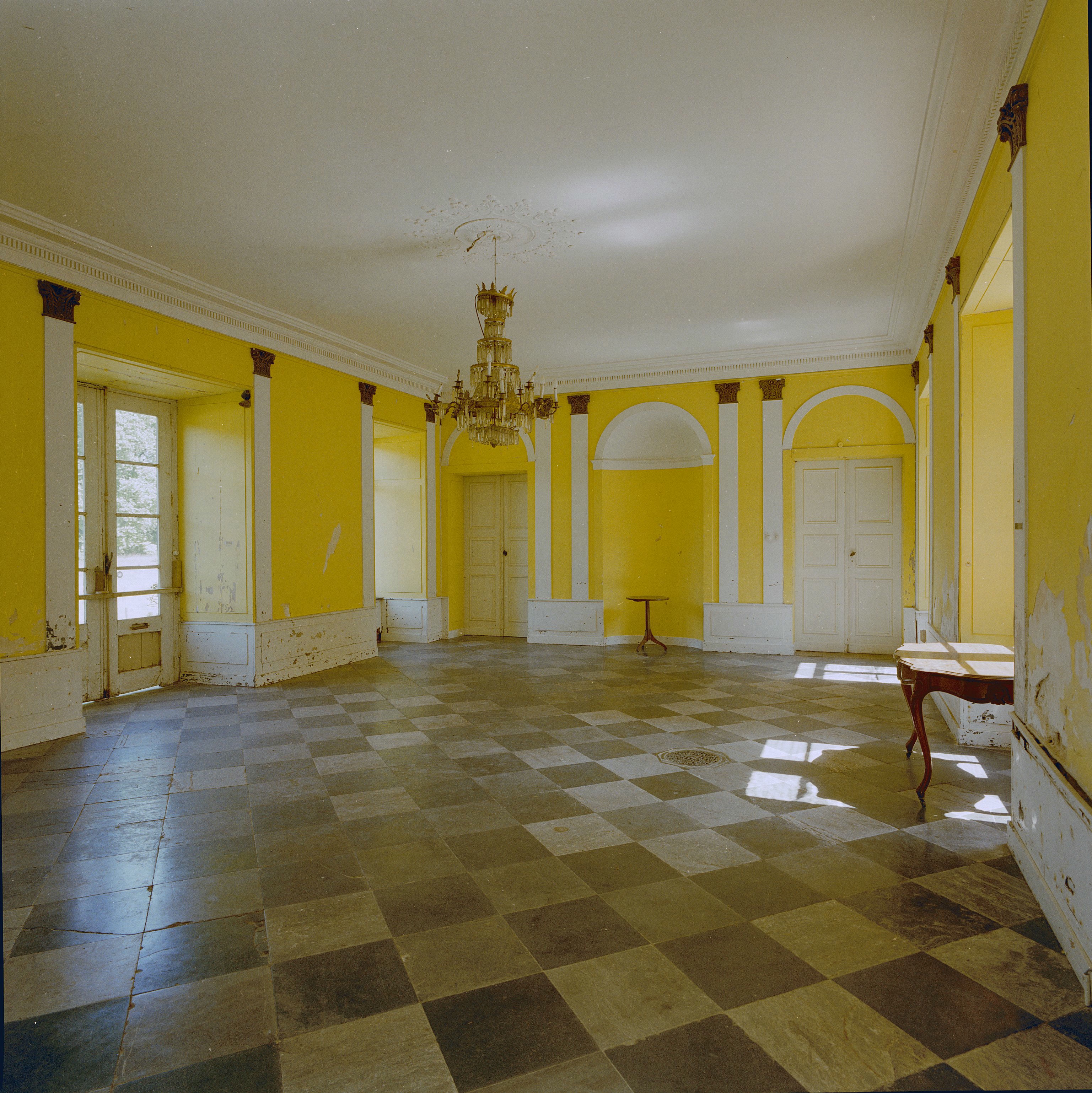
Interieur

Kasteel Mheer is gelegen aan de Dorpsstraat in de kern van het gelijknamige dorp Mheer, onderdeel van de Nederlands Limburgse gemeente Eijsden-Margraten. Het kasteel is een rijksmonument.
Het kasteel ligt op een heuvelrug van het Plateau van Margraten en ten zuiden van het kasteel ligt het droogdal de Horstergrub. Het kasteel bevindt zich direct achter de Sint-Lambertuskerk in het dorp en langs de kerk voert een oprijlaan naar het kasteel. Op het kerkhof naast de kerk bevindt zich de grafkapel met crypte van de familie de Loë met tussen kasteel en de kapel een doorzicht.

## Beschrijving van het kasteel

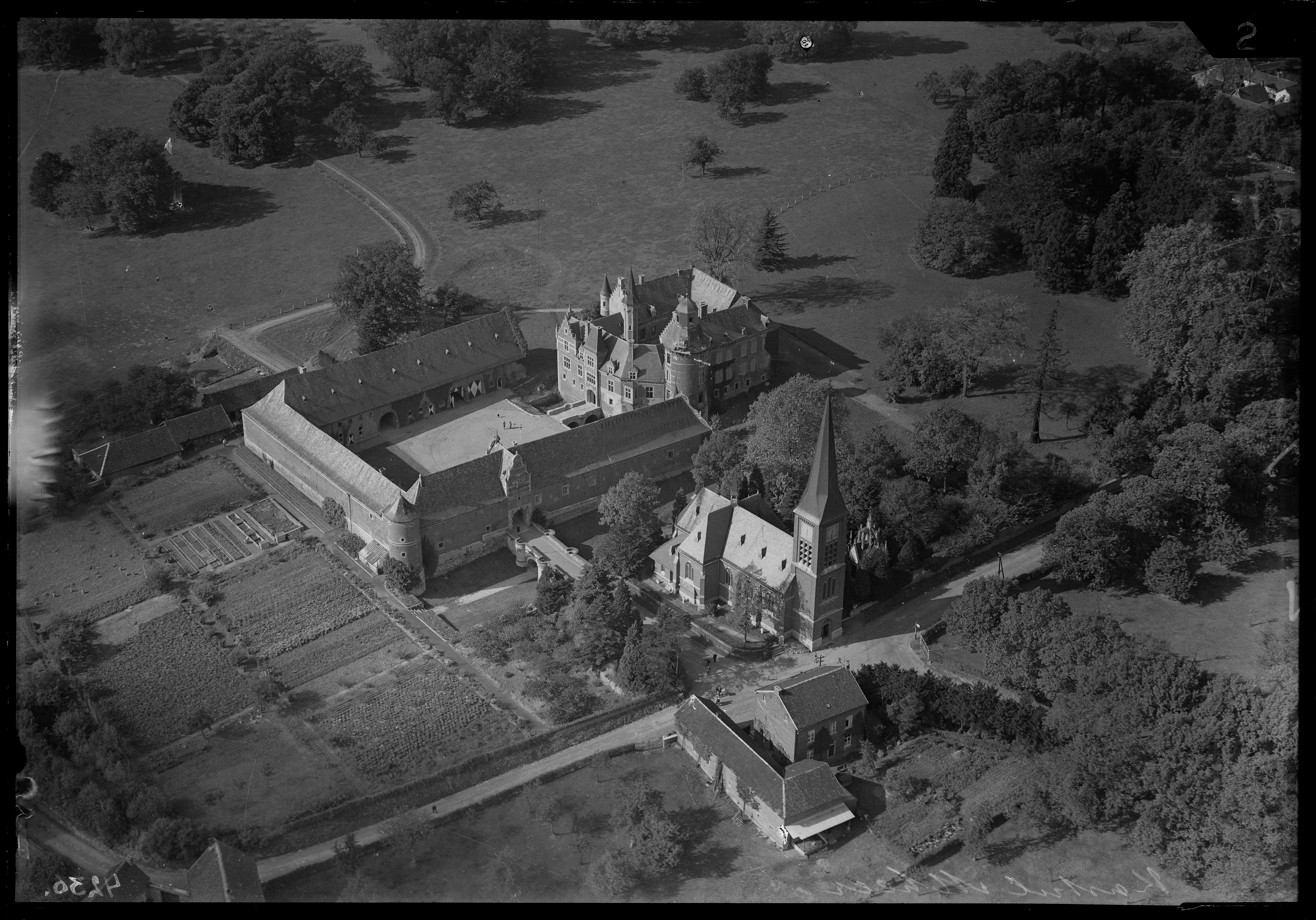
Luchtfoto ca. 1920-1940 (NIMH)

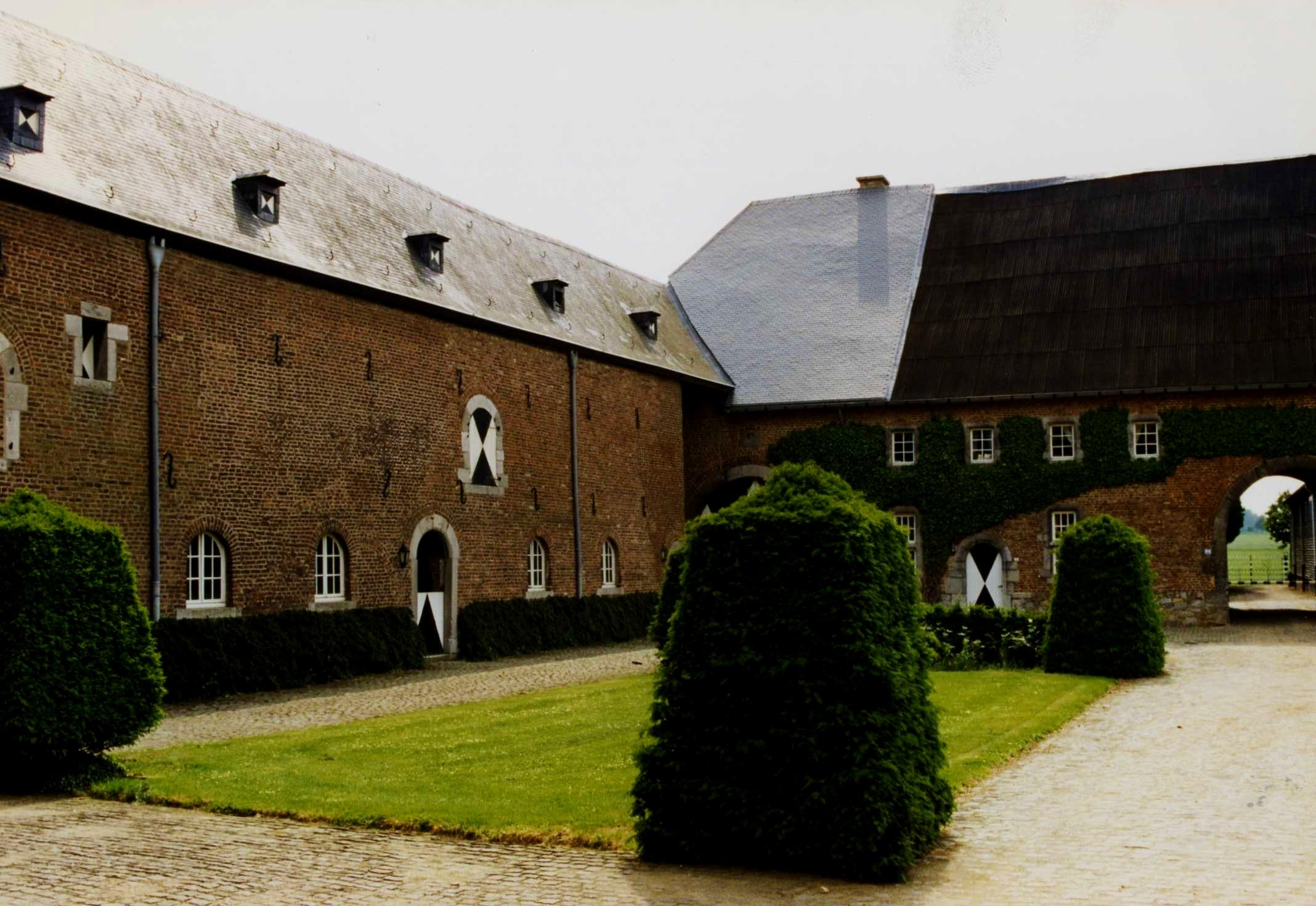
Kasteelhoeve uit begin 17e eeuw

Het kasteelcomplex bestaat uit een viervleugelig slot en een U-vormige nederhof. De vier vleugels van het slot liggen om een kleine binnenhof die bereikbaar is via een loopbrug over een droge gracht en die leidt naar een toegangspoort in de zuidelijke vleugel. De westvleugel, waarin een zaal is opgenomen, is het oudst en stamt uit het begin van de 14e eeuw. De noordvleugel werd aan het eind van de 14e eeuw gebouwd, terwijl de oostvleugel met de forse ronde toren in de 15e eeuw werd aangebouwd. Die ronde toren staat echter op fundamenten die veel ouder zijn, waarschijnlijk uit de late 11e eeuw. Ten slotte de afsluitende zuidvleugel, met aan de binnenzijde een arcade op hardstenen zuilen, die rond 1570 verrees. Het interieur van het kasteel bevat een schoorsteen uit 1514 waarop enkele wapenschilden aanwezig zijn en verder nog een schoorsteen uit 1667.
De nederhof heeft aan de oostzijde een poortpaviljoen 1612 met daarin een hardstenen toegangspoort die wordt bereikt via een brug gelegen over een, eveneens, droge gracht. Kasteel Mheer is het enige kasteel in Nederlands Limburg met een hardstenen mezekouw of pekneus. Deze bevindt zich boven de ingangspoort van de voorburcht. De poort is voorzien van het alliantiewapen van Winand van Imstenraedt en Mechteld van de Bongart, die de kasteelhoeve tussen 1612 en 1623 (dus tijdens het Twaalfjarig Bestand) lieten bouwen. De kasteelhoeve heeft in de zuidoosthoek een ronde toren uit 1619.
Aan de noordzijde van het kasteel bevindt zich een kasteelpark, in 1852 ontworpen door de Belgische landschapsarchitect Jean Gindras en aangelegd door P. Custodis, in opdracht van de toenmalige eigenaar van het kasteel, Otto Napoleon de Loë.

## Geschiedenis en bewoners
Het huidige kasteel is gelegen tussen de oude wegen van ’s-Gravenvoeren naar Gulpen (via resp. Libeek en Terlinden) en is vermoedelijk ontstaan tijdens de ontginning van het Plateau van Margraten in de 11e-13e eeuw. De oudste bouwdelen (het fundament van de ronde toren) dateren wellicht uit die ontstaanstijd. Het eerste deel van het kasteelhuis werd gebouwd na de Slag van Woeringen (1288), toen de Hertog van Brabant in de landsheerlijke rechten was getreden van het Graafschap Dalhem en het Hertogdom Limburg.
De eerste bekende bewoner was Wilhelmus (Willem) van Mere, die het huis in leen had van de hertog van Limburg en de bestuursmacht over het gebied in leen van de graaf van Dalhem. Willem wordt in 1314 genoemd in een register van hertog Jan II van Brabant. Of deze Willem van Mere familie is van ene ridder Gozewijn van Mere (genoemd in 1262-1272) en ene Willem van Mere (die rond 1200 Gulpens en Mheers land aan het Akens Mariastift zou hebben geschonken) is niet bekend. Deze leenmannen hadden nauwe betrekkingen met het geslacht Van Libeek, die hen opvolgden (Reinson de oudere en Reinson de jongere). Reinson de jongere had geen wettige kinderen. Toen hij in 1487 stierf ging de erfenis over naar zijn neef Jan van Imstenraedt, zoon van Reinsons zuster Maria van Libeek. Jans kleinkind Gerard van Imstenraedt verwierf in 1564 de heerlijke rechten over Mheer. Onder zijn bewind, en daarna van diens zoon Winand, werd de zuidvleugel gebouwd (1570). Onder diezelfde Winand van Imstenraedt werd ook de kasteelhoeve gebouwd (1612).
De familie van Imstenraedt verbleef vijf generaties lang op het kasteel. De laatste was Jan Adolf van Imstenraedt, die gehuwd was met Christina de Loë van Wissen. Door dit huwelijk werd voor het eerst de familienaam de Loë aan het kasteel verbonden, de naam van de huidige kasteelbewoner. Het genoemde echtpaar van Imstenraedt-de Loë bleef kinderloos, waardoor het kasteel door vererving in eigendom kwam van Christina's neef Philipp Christoffel baron de Loë, heer van Wissen en Conradsheim.
Sinds 1668 is het kasteel nu al onafgebroken in bezit van de familie de Loë. Het enige dat veranderde is dat de familienaam in de loop der eeuwen is verfranst.

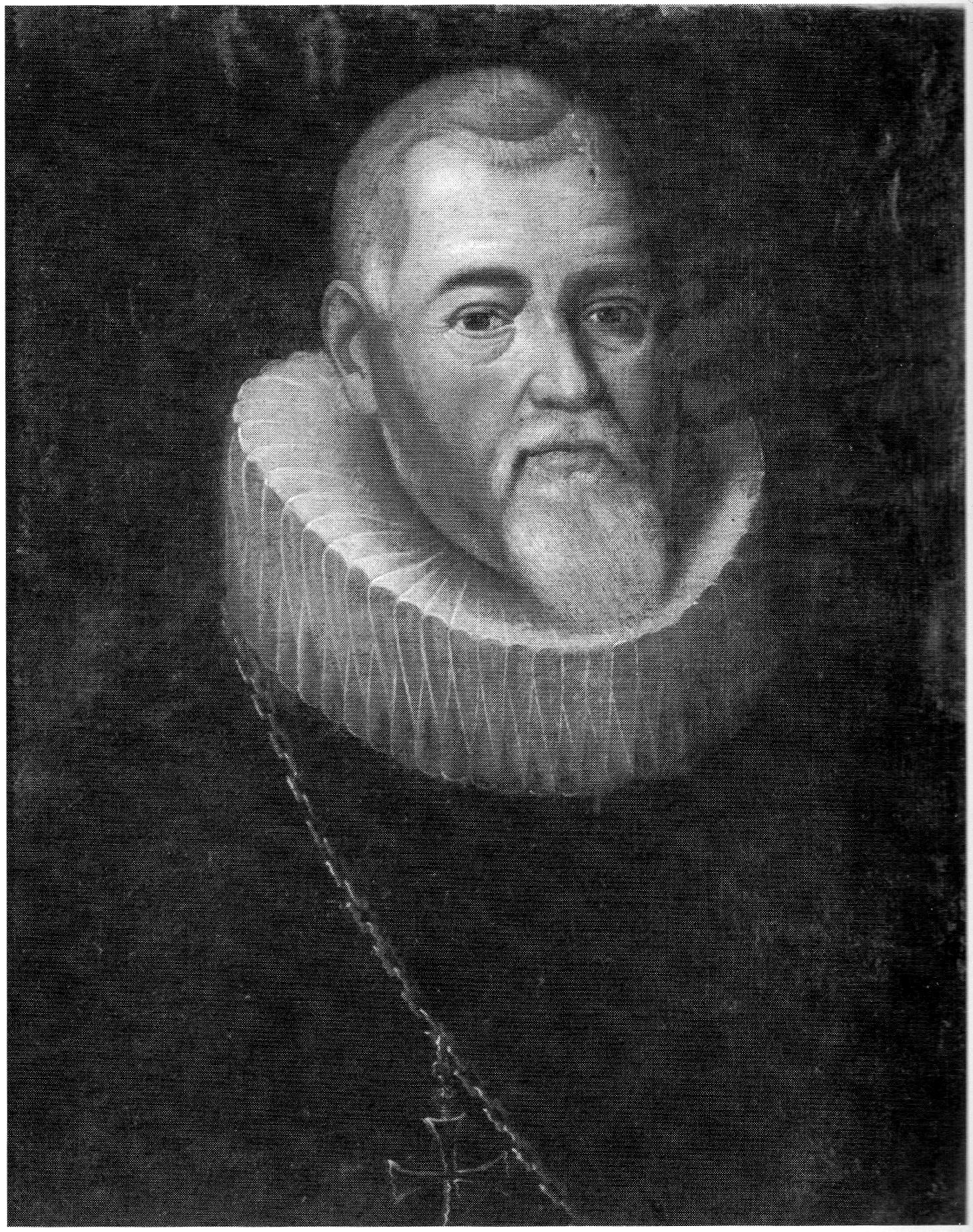
Jan Adolf van Imstenraedt (?-1668)

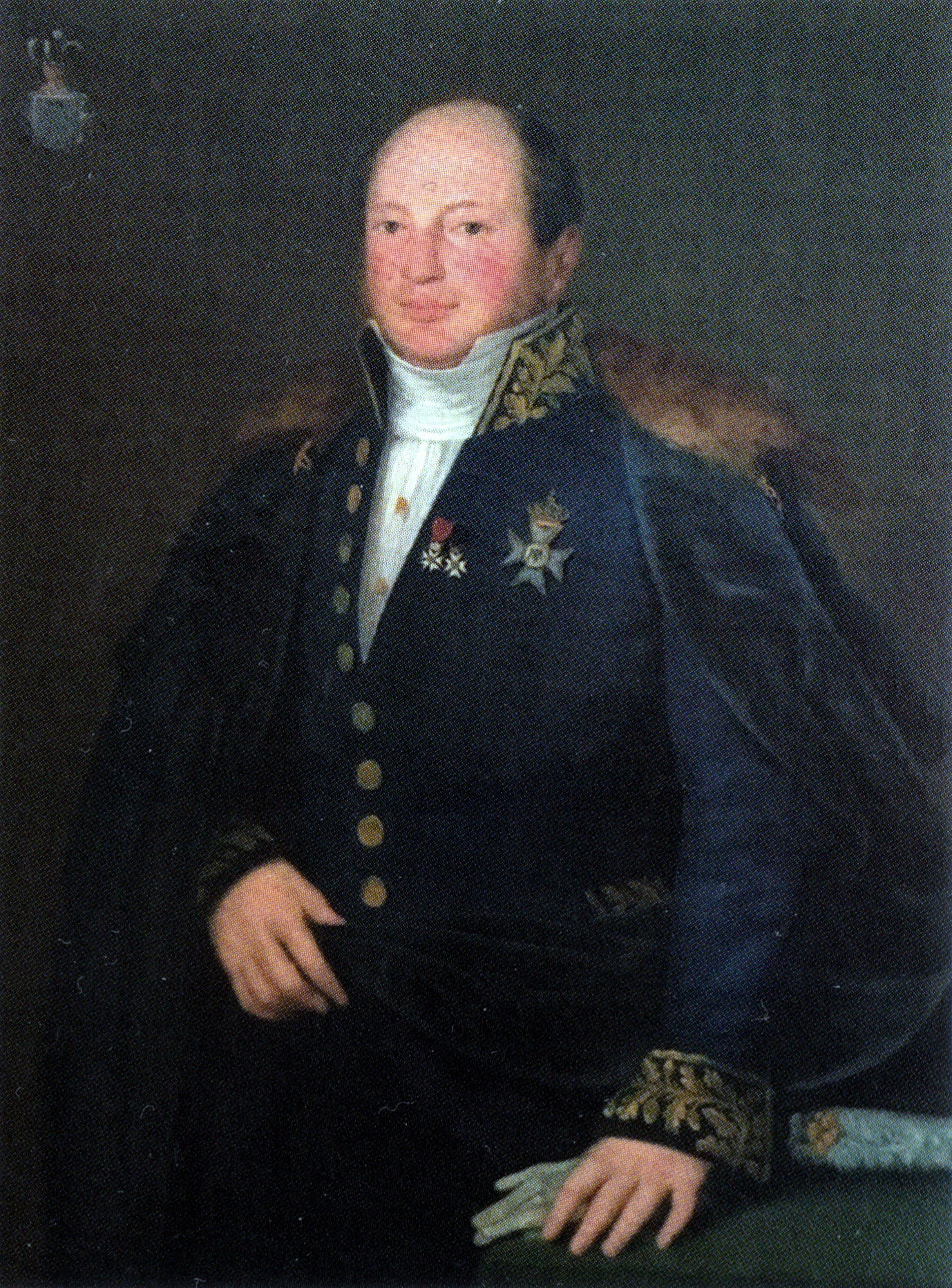
Frans baron de Loë-Imstenraedt (1789-1838)

### Kasteelheren in Mheer
Vanaf de 14e eeuw is het kasteel in bezit van de familie Van Mere / Van Libeek, vanaf het einde van de 15e eeuw Van Imstenraedt en sinds 1668 De Loë.
- Willem  van Mere
  - Reinson van Mere (strijder in de Slag bij Baesweiler, 1371)
    - Willem van Mere (†1411)
      - Reinson de Oude van Libeek
        - Reinson de Jonge van Libeek en zijn zuster Maria (gehuwd met Bertram Buytz van Imstenraedt)
          - Jan de Oude van Imstenraedt (verheffing 1487)[4]
            - Jan de Jonge van Imstenraedt (verheffing 1528, †1569)
              - Gerard van Imstenraedt (verheffing 1564, †1572) eerste Heer van Mheer
                - Winand van Imstenraedt (verheffing 1575, †1622)
                  - Jan Adolf van Imstenraedt (†1668, kinderloos), benoemt als erfgenaam zijn aangetrouwde neef
                    - Philipp Christoph baron de Loë (1645-1708)
                      - Jan Adolf baron de Loë (1680-1743)
                        - Frans Charles Christoph baron de Loë (1720-1795)

Na het ancien régime:
- Edmond Assuerus baron de Loë (1749-1813)
  - Frans Charles Antoine baron de Loë (1789-1838), eerste gouverneur van Limburg
    - Otto Napoleon baron de Loë (1821-1897)
      - Levin baron de Loë (†1925)
        - Heinrich baron de Loë (†1942), met als neef
          - Degenhard baron de Loë (1930-2020), met als zoon
            - Diederik baron de Loë (1965- )

### Heren van Mheer in Maastricht
De heren van Mheer hadden, zoals veel adellijke families, een refugiehuis in een nabije stad, in dit geval in de Bredestraat in Maastricht. Als een van de weinige adellijke huizen werd de Poort van Mheer bij de plunderingen volgend op het Beleg van Maastricht (1579) door de troepen van de hertog van Parma niet geplunderd.

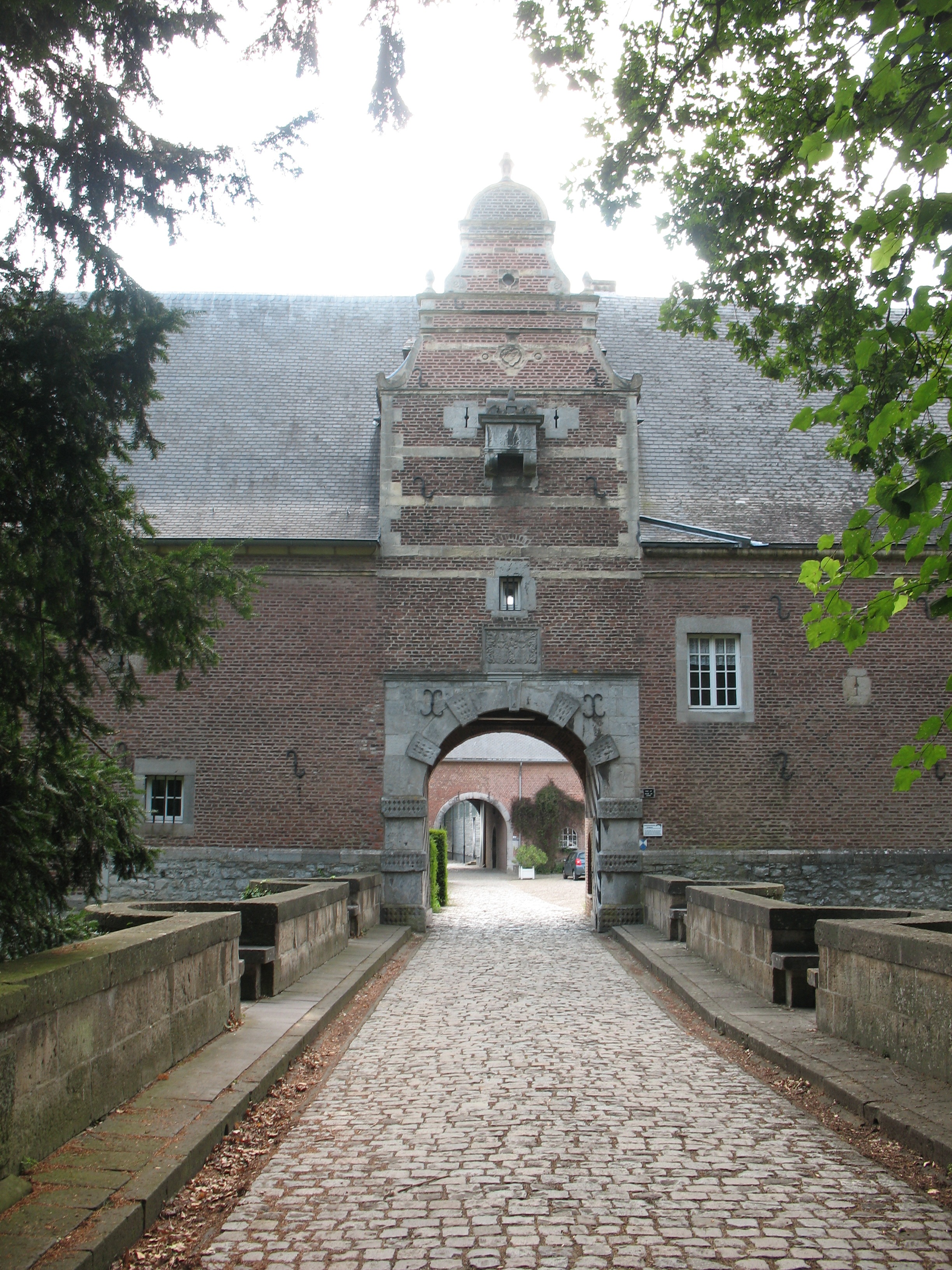
Toegangspoort met mezekouw
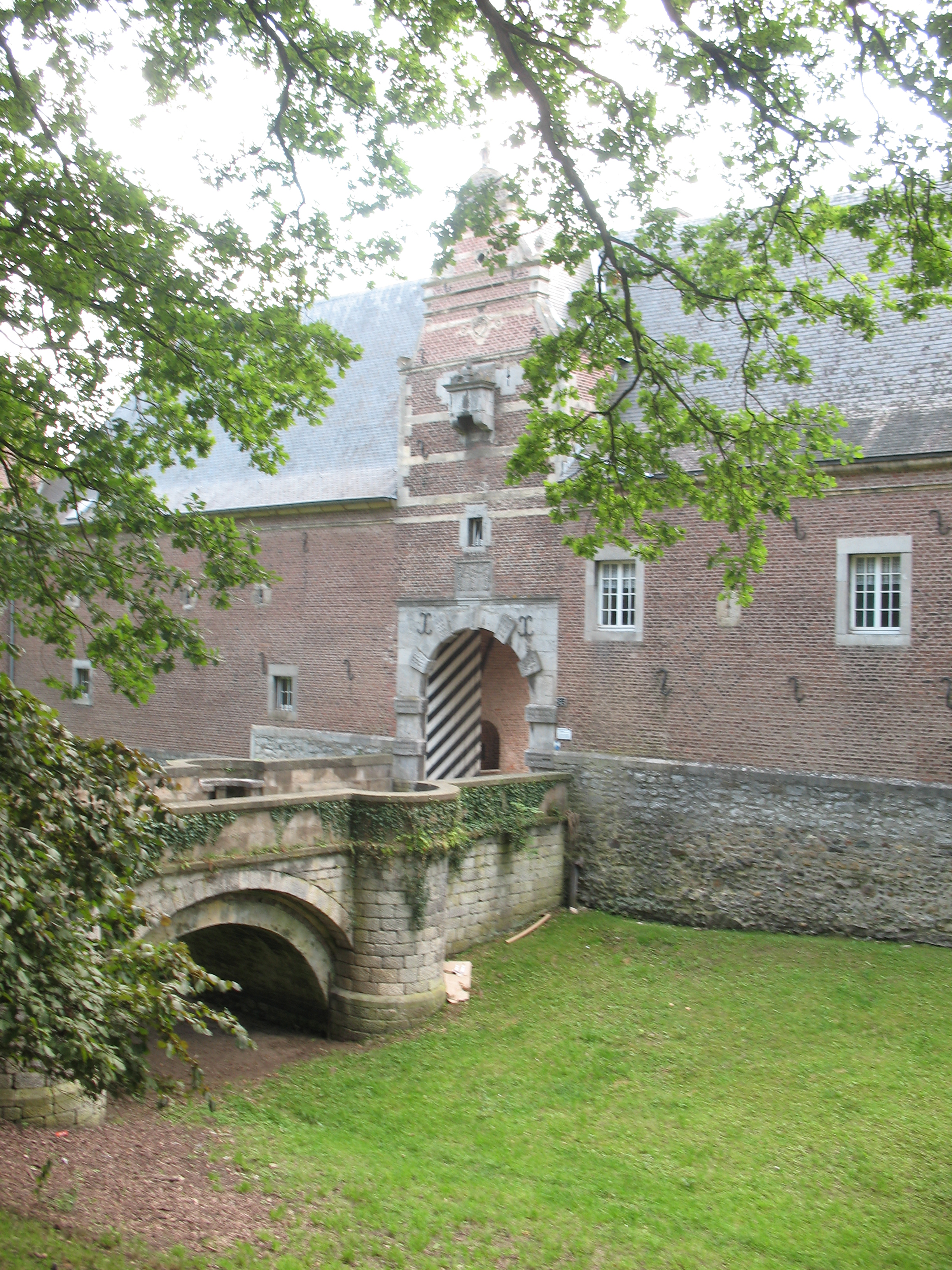
Toegangsbrug met droge gracht
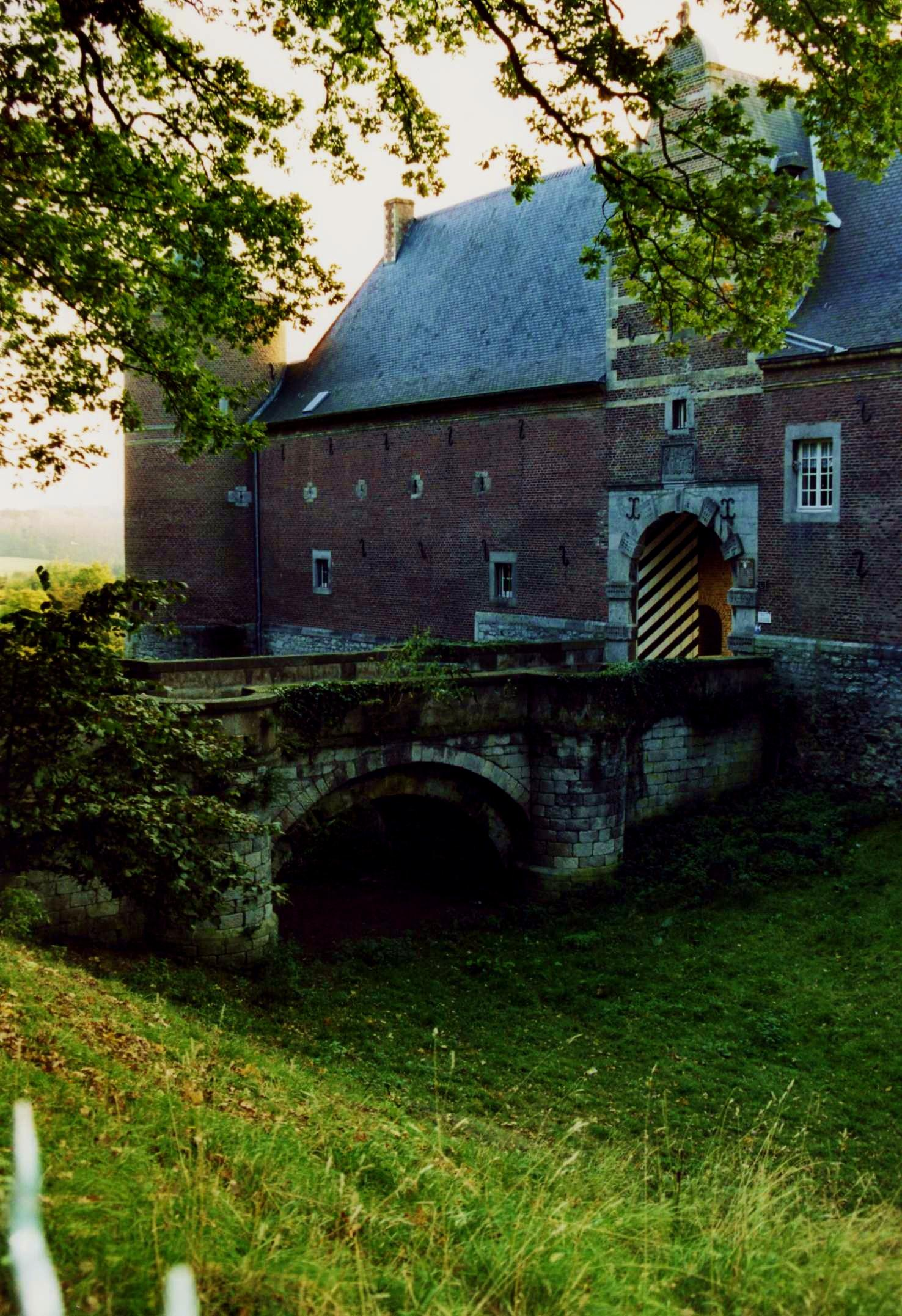
Toegangsbrug met droge gracht
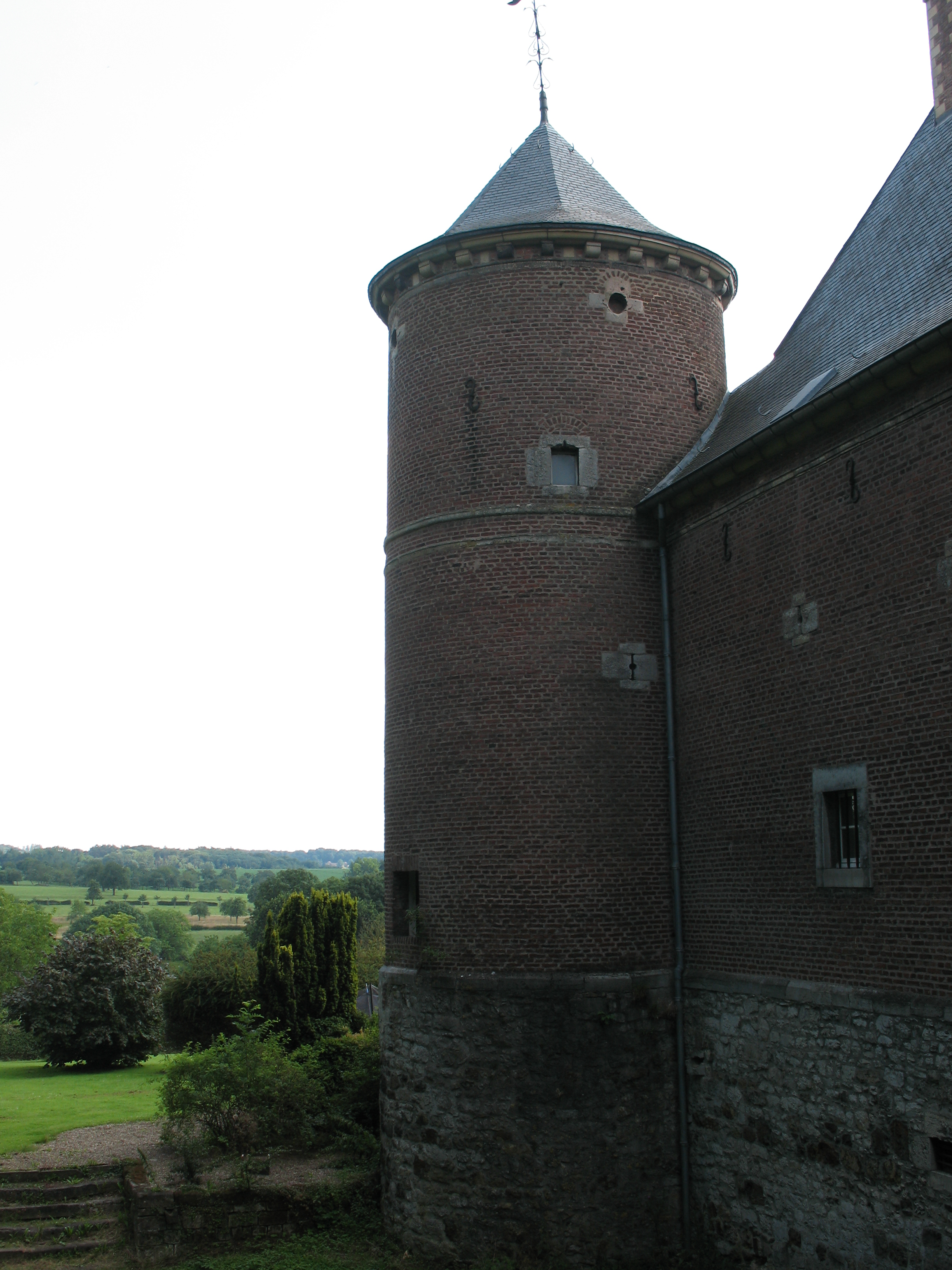
Toren zuidoosthoek
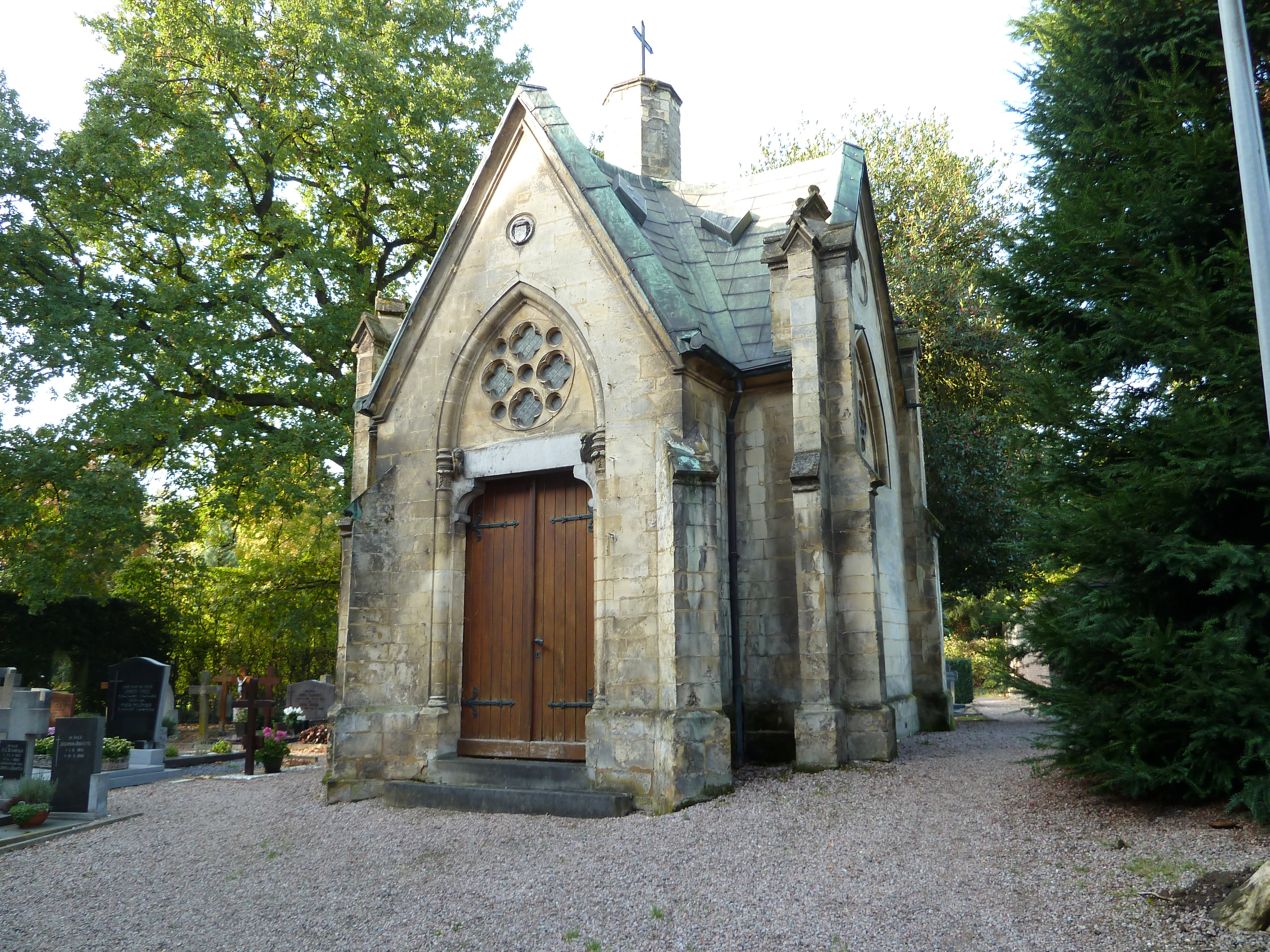
Grafkapel familie de Loë op kerkhof van Mheer
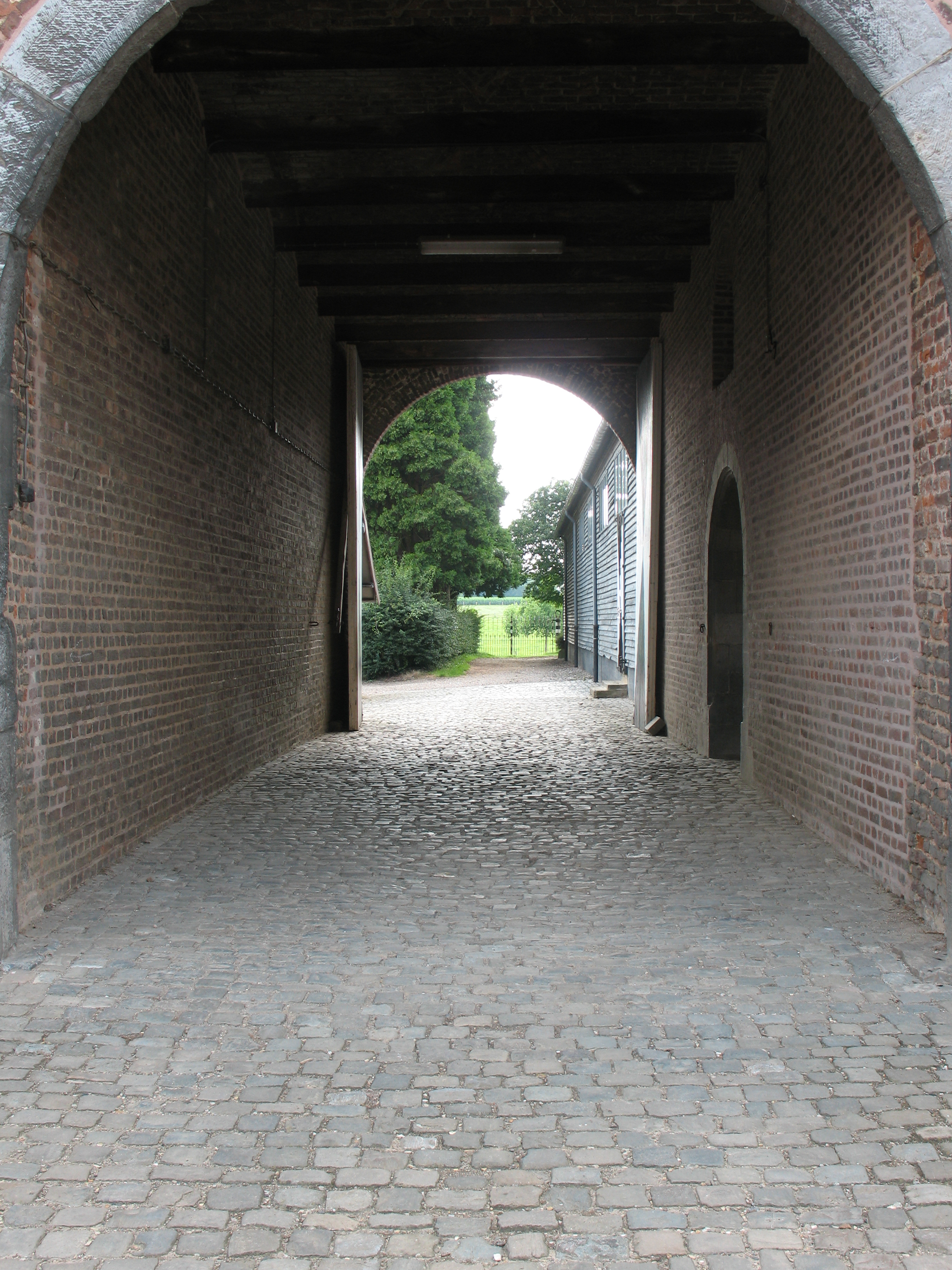
Westpoort
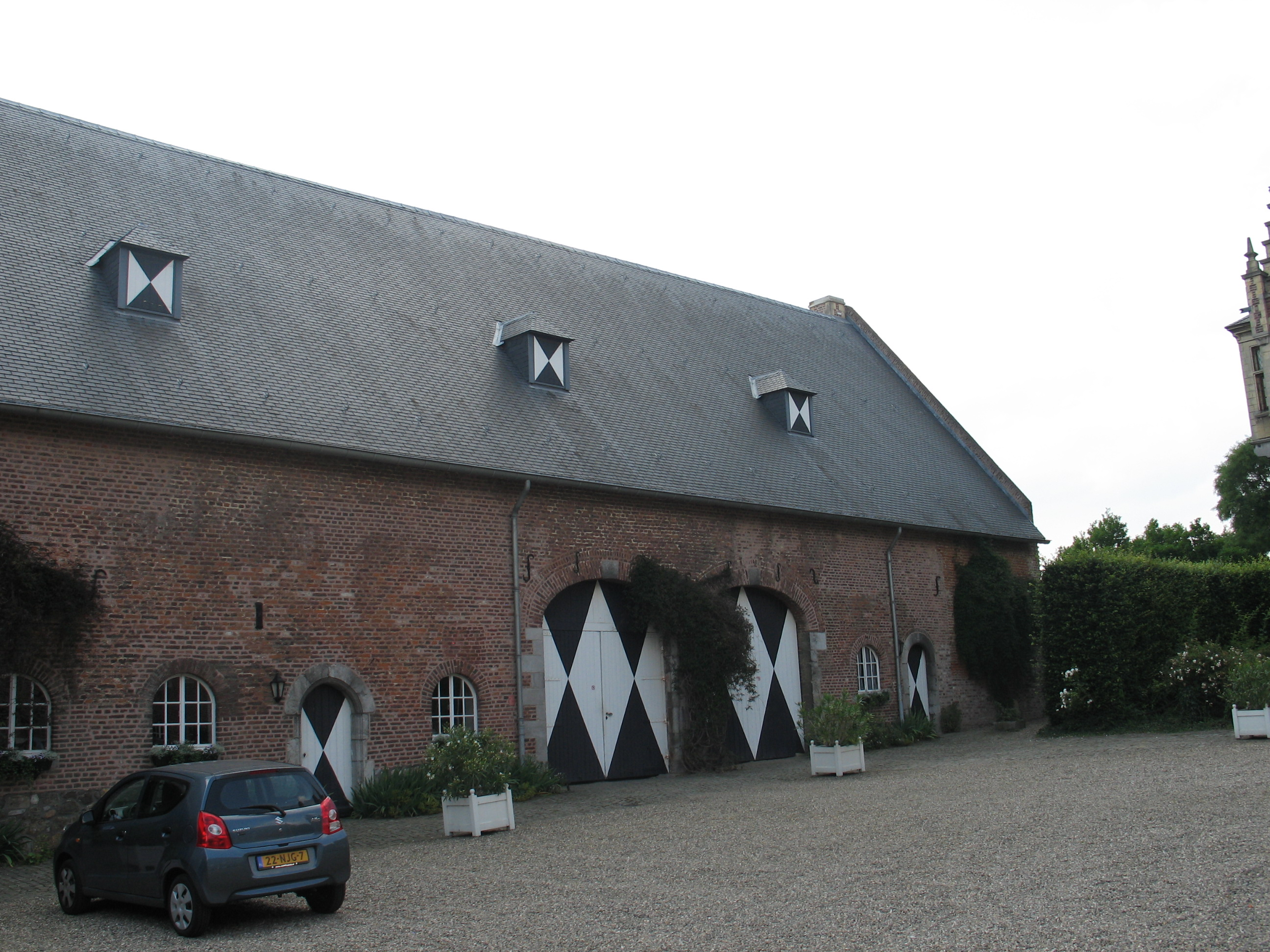
Westvleugel
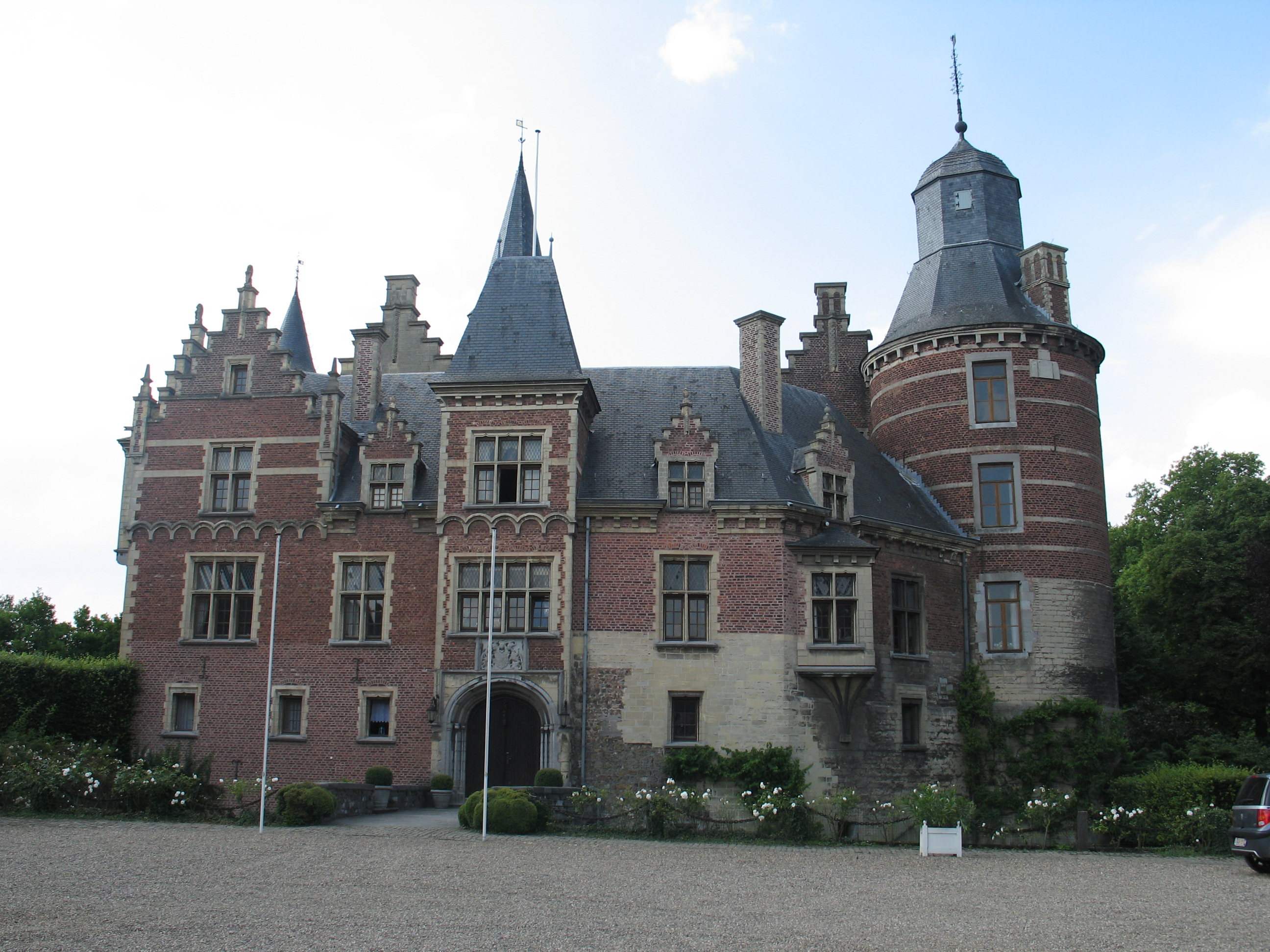
Het slot
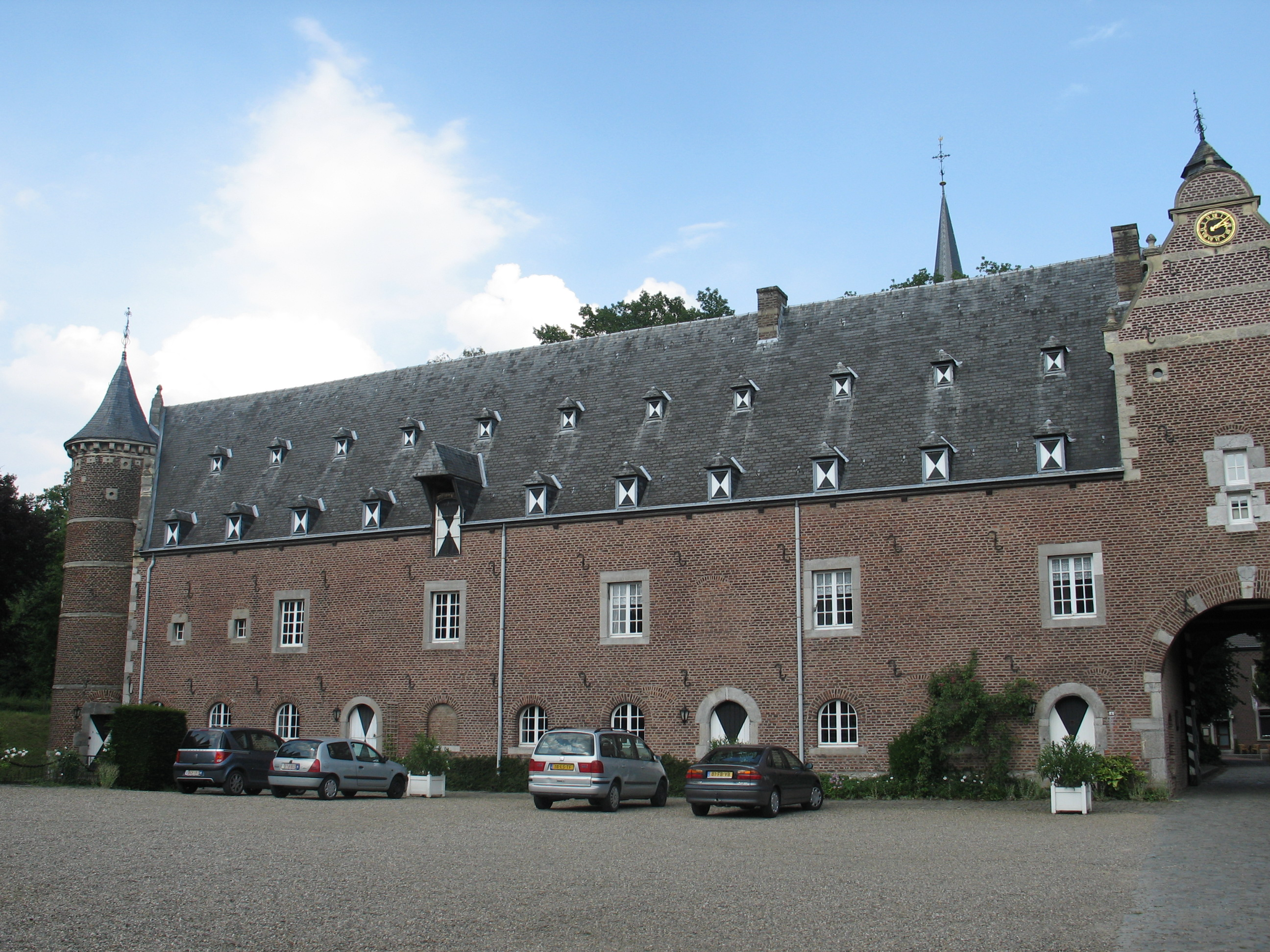
Oostvleugel
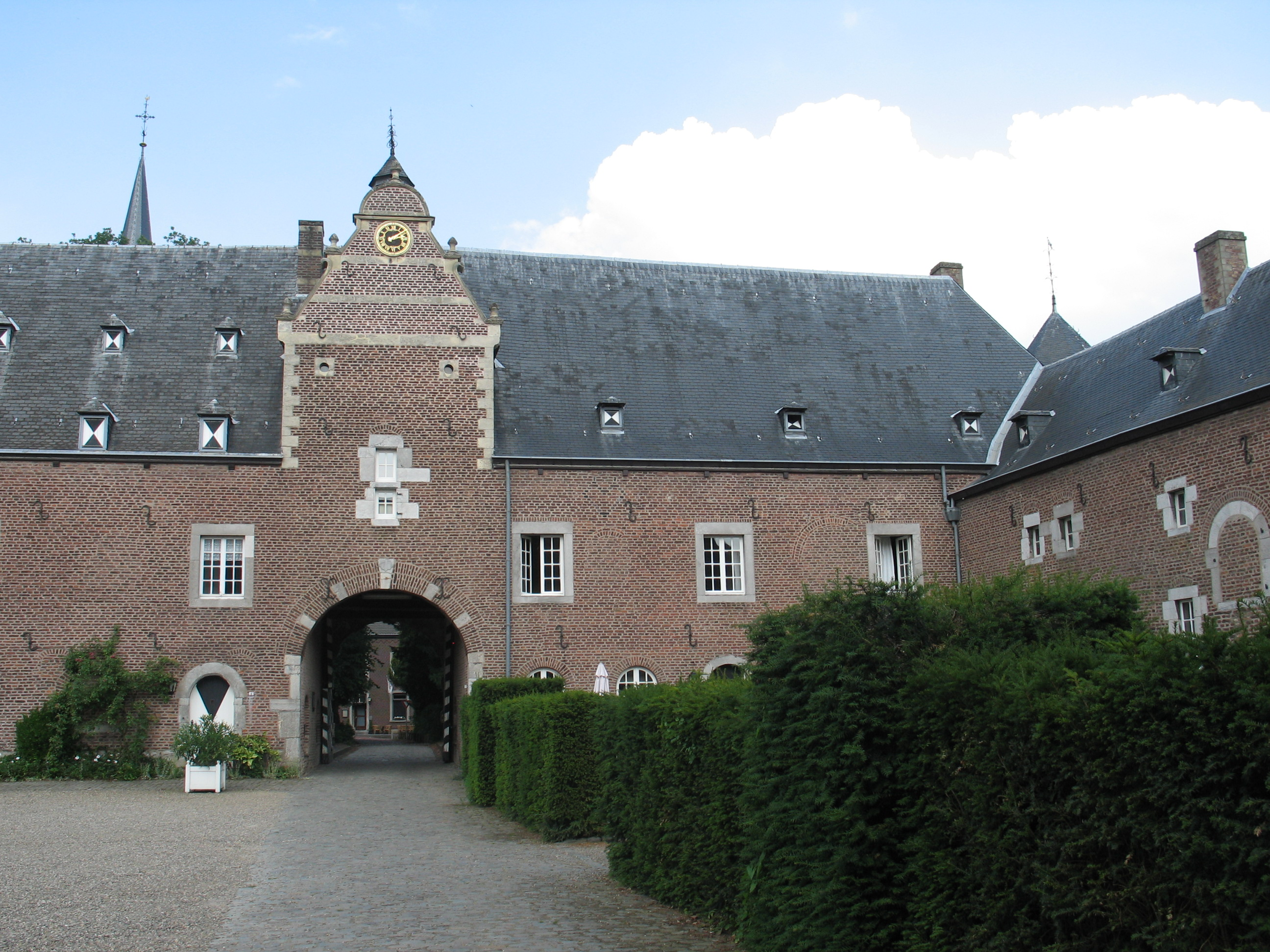
Toegangspoort